# 松嶋屋
松嶋屋（まつしまや）は、歌舞伎役者の屋号。
由来は不詳。
松嶋屋の代表的な名跡には以下のものがある。なお参考までに定紋も併せて記した。
| 屋号              | 名跡                             | 定紋                                      | 定紋 | 備考              |
| ----------------- | -------------------------------- | ----------------------------------------- | ---- | ----------------- |
| まつしまや 松嶋屋 | かたおか にざえもん 片岡仁左衛門 | ななつわり まるに にひき 七つ割丸に二引   |      |                   |
| まつしまや 松嶋屋 | かたおか がとう 片岡我當         | ななつわり まるに にひき 七つ割丸に二引   |      |                   |
| まつしまや 松嶋屋 | かたおか がどう 片岡我童         | ななつわり まるに にひき 七つ割丸に二引   |      |                   |
| まつしまや 松嶋屋 | かたおか ひでたろう 片岡秀太郎   | ななつわり まるに にひき 七つ割丸に二引   |      |                   |
| まつしまや 松嶋屋 | かたおか ろえん 片岡芦燕         | ななつわり まるに にひき 七つ割丸に二引   |      |                   |
| まつしまや 松嶋屋 | かたおか たかたろう 片岡孝太郎   | おっかけ ごまい いちょう 追っかけ五枚銀杏 |      |                   |
| まつしまや 松嶋屋 | かたおか あいのすけ 片岡愛之助   | おっかけ ごまい いちょう 追っかけ五枚銀杏 |      | 五代目は 松廣屋。 |
| まつしまや 松嶋屋 | かたおか せんのすけ 片岡千之助   | おっかけ ごまい いちょう 追っかけ五枚銀杏 |      |                   |
| まつしまや 松嶋屋 | かたおか しんのすけ 片岡進之介   | おっかけ ごまい いちょう 追っかけ五枚銀杏 |      |                   |